# Jeanne Brulé
Pour les articles homonymes, voir Jeanne Brûlé et Brûlé.
Jeanne Brulé, née le 15 décembre 1890 à Verdun et morte le 28 janvier 1969 à Paris, est une athlète française, présidente du Fémina Sport.

## Biographie
Jeanne Marie Célestine Brulé est la fille de Philippe Arthur Brulé, menuisier, et de Marie André. Elle est morte à son domicile de l'avenue de la République, à l'âge de 78 ans.

## Carrière sportive
Outre la présidence de Fémina Sport Jeanne Brulé assure le secrétariat général de la Fédération des sociétés féminines sportives de France (FSFSF) à partir de 1920.
Avec sa sœur Thérèse, elle prend part au record du monde du 10 × 100 m, réalisé en 1921.

## Hommages et décorations
- Médaille d'or de Fémina Sport en 1922
- Médaille d'or du journal L'auto en 1926
- Chevalier de la Légion d'honneur le 10 juin 1952
- Piscine Thérèse-et-Jeanne Brulé, 1 place Édith-Thomas (14e arrondissement de Paris)[3]